# Oak Grove (Tennessee)
Oak Grove is een plaats (census-designated place) in de Amerikaanse staat Tennessee, en valt bestuurlijk gezien onder Washington County.

## Demografie
Bij de volkstelling in 2000 werd het aantal inwoners vastgesteld op 4072.

## Geografie
Volgens het United States Census Bureau beslaat de plaats een oppervlakte van
14,1 km², waarvan 12,0 km² land en 2,1 km² water.

## Plaatsen in de nabije omgeving
De onderstaande figuur toont nabijgelegen plaatsen in een straal van 16 km rond Oak Grove.